# Fuentes de Magaña
Fuentes de Magaña es una localidad y también un municipio de la provincia de Soria, 
partido judicial de Soria, comunidad autónoma de Castilla y León, España. Pueblo de la comarca de Tierras Altas.
Desde el punto de vista jerárquico de la Iglesia católica forma parte de la diócesis de Osma la cual, a su vez, pertenece a la archidiócesis de Burgos.

## Geografía

Término municipal de Fuentes de Magaña.

Esta pequeña población de la comarca de Tierras Altas está ubicada en el nordeste de la provincia, su término está bañado por el río Alhama afluente del Ebro al sur de la sierra de Alcarama.
Enclavada en la comarca de Tierras Altas en el N.E de la provincia y rodeada de las Sierras del Alcarama y del Rodadero por el N. Su altitud es de 1145 metros sobre el nivel del mar y con una extensión de su término municipal de 11,03 km cuadrados. Limita con los términos municipales de Valtajeros al O; Valdeprado al N; Cerbón al E y Magaña al S. Su relieve es áspero y abrupto, cuenta con numerosas estivaciones que cercan a la villa, los cerros Serrezuela, Dehesa y Carracierzo que rondan una altitud aproximada a 1300 m sobre el nivel del mar. Su término está salpicado de varios barrancos de donde surgen numerosas fuentes y manantiales y que son utilizados para regar los huertos y como suministro para el pueblo. Riega el término el arroyo Monte, afluyente por la izquierda del río Alhama que se le une en Magaña, al arroyo Monte desembocan varios barrancos provenientes de la sierra del Rodadero además de atravesar una Dehesa por donde discurre encajonado en un profundo barranco de difícil acceso y de espectacular visión por su profundidad. Existe unas 500 ha de encinar, robledal y chaparral de una gran densidad en donde habitan numerosas especies de interés ecológico.
Fuentes de Magaña está compuesto por un total de 95 viviendas, posee una casa consistorial, iglesia, una ermita, centro social que hace las veces de bar y escuela que actualmente se encuentra en desuso. Está situada en medio de un barranco que la divide en dos partes y que lo atraviesa por la plaza entrando por El Barranquillo y descendiendo por El Barranco donde se puede ver pequeños huertos junto a este hasta que llega al puente que atraviesa la carretera que lleva a Cerbón y donde da comienzo el barranco de Miraflores y que en épocas húmedas el agua discurre por este arroyo, también podemos encontrar en este mismo barranco una colección de huellas de dinosaurio. El pueblo puede verse a grandes distancias sin ningún problema debido a que se encuentra a gran altitud y la carretera que une Castilruiz con San Pedro Manrique discurre a 200 m del pueblo. Se encuentra rodeado de grandes extensiones de cultivos de cereal. Sus calles son inclinadas en su mayoría pero dispone en el centro de unas fabulosa plazas donde se encontraba el antiguo lavadero, horno y pilon, a día de hoy desaparecidos. Posee una iglesia dedicada la Purísima Inmaculada Concepción y la ermita de San Sebastián situada a las afueras entre el camino que une Fuentes de Magaña y Cerbón, situada al lado del cementerio municipal. Esta ermita está fechada en 1661.

### Situación
Fuentes de Magaña es una villa serrana que se encuentra localizada en la provincia de Soria (España). Su situación exacta es 41°55′ 60”N 2°10′ 60”W. Está enclavada en la comarca de Tierras Altas en el N.E. de la provincia y rodeada de las sierras del el Alcarama y la sierra del Rodadero por el norte pertenecientes al sistema Ibérico. Limita con los términos municipales de Valtajeros al oeste; Valdeprado al norte; Cerbón al este y Magaña al sur. 
Fuentes de Magaña queda enclavada en la vertiente norte del sistema Ibérico: alineación montañosa que se extiende desde la provincia de Burgos a la de Castellón, y que representa la conexión entre la Meseta Central y la cuenca del Ebro.

### Medio ambiente
En su término e incluidos en la Red Natura 2000 los siguientes lugares:
- Lugar de Interés Comunitario conocido como Oncala-Valtajeros ocupando 245 hectáreas, el 22% de su término.[2]

A pesar de la multitud de accesos, el hecho de que estos discurran por unas orografías muy accidentadas y alejadas de grandes urbes, ha permitido que todavía hoy se pueda hallar en estas tierras descanso y tranquilidad, al amparo de un paisaje envolvente y apacible.
La superficie: total de explotaciones es la siguiente: Total 1704 ha ; Tierras labradas 841 ha; Tierras para pastos permanentes 0 ha; Especies arbóreas forestales 486 ha; Otras tierras no forestales 377 ha.

### Geología
Terrenos constituidos por calizas del Cretácico Inferior y depósitos aluviales del cuaternario. Suelos pardos y pardo-calizas.

### Clima
Clima mediterráneo continentalizado; temperaturas medias de 2 a 4 grados en enero y de 18 a 20 grados en julio; precipitaciones medias anuales entre 400 y 700 mm. Los inviernos de estas tierras son ásperos y duros, de larga duración y en los cuales se producen precipitaciones en forma de nieve. El cierzo es el viento más frecuente debido a la cercanía con el valle del Ebro.

### Comunicaciones
A estos parajes castellanos, fronterizos con tierras riojanas y próximas a las comunidades de Navarra y Aragón, se accede por diferentes vías. Los viajeros que nos visiten desde La Rioja lo harán preferiblemente por San Pedro Manrique disfrutando de la belleza de Tierras Altas de Soria. Desde Aragón y Navarra, accederán pasando junto al Moncayo por Ágreda, y tomando el desvío hacia Castilruiz en Matalebreras. Desde la capital Soriana, puede llegarse también por Almajano y pasando por Magaña.
Vías de acceso y comunicaciones: La vía de acceso más frecuente es la SO-630 desde el desvío de la carretera nacional Zaragoza-Soria en Matelebreras que la une con San Pedro Manrique y discurre a 200 m del casco urbano.
N-111 y SO-V-6611. SO-630
Otro acceso corresponde desde la carretera que sube desde Aguilar del Río Alhama subiendo por Valdeprado hasta Fuentes de Magaña. 
Red de Transporte: Desafortunadamente no existen un red de transporte que faciliten el acceso directo hasta Fuentes, solo encontramos una red de transporte: 
0233 Fuentes de Magaña-Soria

### Fauna y flora
Roble y encina. Romero, espliego, jara, tomillo, sauce, te, manzanilla, ruda. 
Jabalí, corzo o ciervo, zorro, conejo, liebre, codorniz, perdiz, paso de palomas. 

## Historia
Durante la Edad Media formaba parte de la Comunidad de Villa y Tierra de Magaña, que en el censo de Floridablanca aparece repartida en cuatro partidos, pasando a pertenecer al Partido de Fuentes de Magaña, señorío del marqués de San Miguel.
A la caída del Antiguo Régimen la localidad se constituye en municipio constitucional en la región de Castilla la Vieja, partido de Ágreda que en el censo de 1842 contaba con 94 hogares y 374 vecinos.

### Fuentes de Magaña en 1850
Fuentes De Magaña: V. con ayuntamiento en la provincia de Soria (5 leg), partido judicial de Agreda, audiencia territorial y c.g. de Burgos, diócesis de Calahorra. Situación en terreno áspero y cercado de elevadas cerros, su clima es frío pero sano, y no se conocen enfermedades especiales. Tienen 72 casas, la consistorial, escuela de instrucción primaria frecuentada por 40 alumnos a de un maestro, a la vez sacristán y secretario de ayuntamiento dotado con 30 fanegas de trigo y 700 rs; una fuente de buenas aguas que provee al vecindario para beber y demás usos domésticos; una iglesia parroquial ( la Purísima Concepción) que aunque aneja a la de Magaña, tiene por su filial a la de Las Fuesas; la sirven 2 beneficiados del cabildado de la matriz, el uno con el cargo de cura nutual. Confina con el término : Norte Las Fuesas; e. Villaraso, S. Cervon y O. Valtajeros, dentro del se encuentran varios manantiales y una ermita ( San Sebastián). El terreno es áspero y escabroso; comprende un corto monte poblado de encina; le baña el río Alhama que pasa ¼ de leg. De la Villa. Caminos: Los locales y el que se dirige de Valdeprado a Soria.
Correo: se recibe y despacha en la administración de Soria por un cartera, llega lunes y jueves, y sale martes y sábado. Producción : Trigo común, centeno, cebada, avena y legumbres; se cría ganado lanar y las caballerías necesarias para la agricultura, caza de perdices y liebres. Industria: la agrícola, un molino harinero y la emigración de algunos vecinos a trabajar en los molinos aceiteros de Andalucía y Aragón. Comercio: exportación del sobrante de frutos e importación de los artículos de consumo que faltan.
Población 94 vecinos, 374 almas.
Cap. Imp.: 62,142 rs. 6 mrs. 
Presupuesto municipal: 1,800rs.; se cubre con los fondos propios y árbitros y reparto vecinal en casa de déficit-

## Geografía humana

### Demografía
Cuenta con una población de 51 habitantes (INE 2024).
| Gráfica de evolución demográfica de Fuentes de Magaña entre 1842 y 2021                                               |
| |
| Población de derecho según los censos de población del INE. Población de hecho según los censos de población del INE. |

### Economía
Actualmente la mayoría de la población de Fuentes de Magaña son personas jubiladas. Antiguamente la mayoría de los habitantes de Fuentes se dedicaban al cultivo del cereal: trigo común, centeno, cebada, avena y legumbres, también se dedicaban a la cría lanar, porcina, caprina y avícola y la caza de perdices, liebres, jabalíes y corzos abundantes por esta zona. En tiempos funcionaba un molino que está situado a las orillas del río monte y que aún se mantiene de pie. Existía un horno que se situaba en la plaza del pueblo y era de uso comunitario. Además Fuentes era conocido por albergar herreros que realizaban las típicas balconadas tan abundantes en la comarca de Tierras Altas. En tiempos, numerosos habitantes de Fuentes emigraban temporalmente a los molinos aceiteros de Andalucía, Aragón y la Rioja como complemento de la agricultura que a veces resultaba insuficiente. Existieron también personas dedicadas a ser arrieros, muy común en otros tiempos.

## Cultura
Tradiciones: conservan activa la cofradía de San Sebastián, en cuyo honor bendicen los campos el 3 de mayo y meriendan los hermanos. En Semana Santa queman al Judas y también a la Judesa. Por Santa Bárbara y la Purísima Concepción encendían hogares. El día de la fiesta principal del Santo Cristo pingaban el mayo y lo tiraban la víspera de la Virgen del Rosario. También se ha perdido la costumbre del 29 de septiembre, día de San Miguel: en esa fecha llamaban a concejo a los vecinos y se subastan públicamente la limpieza de las calles, el semental de cerdas, el horno de poya y el cuidado de las cabras; después bebían en comunidad el vino que regalaban el ayuntamiento. Pagaban el piso y las entradas mozo y vecino. En lugar de albadas llamaban serenatas a las canciones de bodas, a cambio de ellas, los cantantes recibían de los novios o su familia pan, un decilitro de vino y algo de dinero. 
Fiestas Principales: El segundo domingo de septiembre en honor del Santo Cristo y también el sábado después del Domingo de Calderas de Soria, Santa Isabel.

## Monumentos y lugares de interés
Iglesia de la Inmaculada Concepción recientemente restaurada. Ermita de San Sebastián. Se Conservan el rollo simobolo de jurisdicción en el pasado de la Villa, localmente conocido como horca o pingotes, en el paraje del mismo nombre, con dos picotas.
Existen ruinas de castros celtiberos, y restos de edificación en el paraje de “La Mora” de un poblado medieval. También se puede encontrar cerca del pueblo la maqueta de dinosaurio más grande del mundo. Con treinta y dos metros de longitud y ocho metros de altura, este modelo ha sido construido como reclamo turístico aprovechando que, a corta distancia del pueblo, se encuentra un importante yacimiento de huellas de dinosaurio: "El Yacimiento de Miraflores". En la figura se puede identificar un reptil de la especie "Apatosaurio".

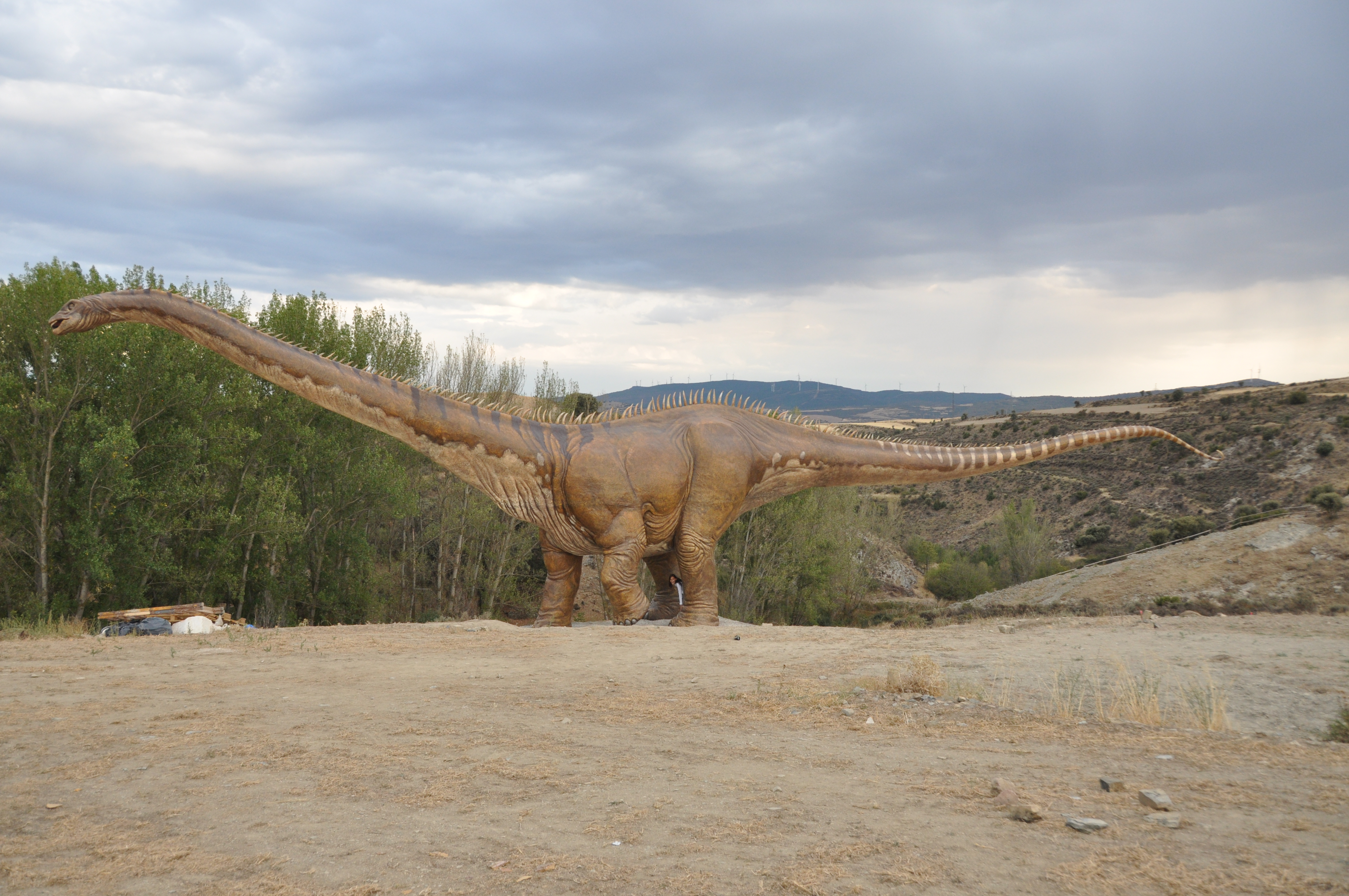
La maqueta de dinosaurio más grande del mundo, en Fuentes de Magaña.

### Huellas de dinosaurios
En el barranco de Miraflores, apenas a 200 metros del casco urbano se han encontrado varios yacimientos de huellas de dinosaurios y que en su mayoría corresponde a pisadas de terópodos y de sauropodos, en menor cantidad se han encontrado de ornitópodos y otros reptiles. En uno de los yacimientos se pueden encontrar más de 300 huellas en distintos niveles, principalmente de sauropodos.